# Evacuazione della Repubblica Popolare di Doneck e della Repubblica Popolare di Lugansk del 2022
L'evacuazione della Repubblica Popolare di Doneck e della Repubblica Popolare di Lugansk del 2022 si riferisce all'evacuazione di massa dei residenti dell'autoproclamata Repubblica Popolare di Doneck (DNR) e della Repubblica Popolare di Lugansk (LNR) verso la Federazione Russa a partire dal febbraio 2022. Al 22 marzo, quasi 347.000 persone erano arrivate in Russia da Doneck, da Lugansk e dall'Ucraina.

## Evacuazione
Il 18 febbraio 2022, il leader della Repubblica Popolare di Doneck, Denis Pušilin, ha annunciato che gli abitanti del Doneck sarebbero stati evacuati in Russia a causa della minaccia di un attacco dall'Ucraina. Successivamente, Leonid Pasečnik, capo della Repubblica Popolare di Lugansk, ha fatto lo stesso, e ha annunciato che la popolazione civile della Lugansk sarebbe stata evacuata in Russia. Tuttavia, l'Ucraina ha negato le accuse di aver iniziato un'offensiva contro le due repubbliche. Il 19 febbraio è partito il primo treno per l'evacuazione diretto in Russia. Secondo il Ministero delle situazioni di emergenza in Russia, 50.000 sfollati dal Donbass erano arrivati in Russia nei primi due giorni dall'annuncio dell'evacuazione.
Le autorità ucraine hanno riferito che la maggior parte delle persone a Doneck e Lugansk non ha lasciato le proprie case. Alcune persone se ne sono andate per paura, non per le accuse di un'offensiva ucraina. Dmitry Peskov, l'addetto stampa del presidente russo Vladimir Putin, ha dichiarato di non avere informazioni su ciò che stava accadendo nella Repubblica Popolare di Doneck.